# Frost Spur
Frost Spur (in lingua inglese: Sperone Frost) è uno sperone roccioso antartico, situato tra il Lewis Spur e l'Alley Spur, nel versante settentrionale del Dufek Massif dei Monti Pensacola, in Antartide. 
Lo sperone è stato mappato dall'United States Geological Survey (USGS) sulla base di rilevazioni e foto aeree scattate dalla U.S. Navy nel periodo 1956-66.
La denominazione è stata assegnata dall'Advisory Committee on Antarctic Names (US-ACAN) in onore di Charles Frost, responsabile della logistica presso l'Ufficio dei Programmi Antartici della National Science Foundation.